# Gjutsand
Gjutsand är en blandning av sand och bindemedel som används vid gjutning av smälta metaller. I gjutsanden formas ett hålrum av önskad form och storlek i vilken den smälta metallen tillföres. Under själva användandet hålles gjutsanden på plats i en så kallad gjutflaska. För att skapa hålrum i ett gjutstycke används också sand och bindemedel vid tillverkningen av sk. kärnor. Vanligen används kvartssand i gjuterierna, men andra sandsorter kan förekomma som olivin. Kvartssand utvinns, tvättas och storleksklassificeras vid Vättern (Baskarp) och Vänern (Råda).
Gjutsand (exempelvis stenmjöl) är även sand med fraktionen 0-8mm som används som ballast i betong.